# Depot von Börnecke
Das Depot von Börnecke (auch Hortfund von Börnecke) ist ein Depotfund der frühbronzezeitlichen Aunjetitzer Kultur (2300–1550 v. Chr.) aus Börnecke, einem Ortsteil von Blankenburg (Harz) im Landkreis Harz (Sachsen-Anhalt). Die erhaltenen Gegenstände aus dem Depot befinden sich heute im Museum Kleines Schloss Blankenburg (Harz). 

## Fundgeschichte
Das Depot wurde kurz vor 1898 etwa 1 km südwestlich von Börnecke am Rönneberg beim Pflügen gefunden.

## Zusammensetzung
Das Depot war in einem groben Keramikgefäß niedergelegt worden, das nicht aufbewahrt wurde und über dessen genaue Form keine Informationen vorliegen. Das Gefäß enthielt 14 rundstabige Ösenhalsringe aus Bronze, von denen fünf ins Museum nach Blankenburg gelangten, der Rest ist verschollen.